# Ahmed Gad
Ahmed Gad (ur. 23 lipca 1978 w Kairze) – egipski wioślarz, reprezentant Egiptu w wioślarskiej czwórce bez sternika wagi lekkiej podczas Letnich Igrzysk Olimpijskich w Pekinie

## Osiągnięcia
- Mistrzostwa Świata – Gifu 2005 – dwójka bez sternika wagi lekkiej – 5. miejsce[1]
- Mistrzostwa Świata – Eton 2006 – czwórka bez sternika wagi lekkiej – 17. miejsce[1].
- Mistrzostwa Świata – Monachium 2007 – czwórka bez sternika wagi lekkiej – 9. miejsce[1]
- Igrzyska Olimpijskie – Pekin 2008 – czwórka bez sternika wagi lekkiej – 12. miejsce[1]